# Friedrich Müller (sprogforsker)
 For alternative betydninger, se Friedrich Müller. (Se også artikler, som begynder med Friedrich Müller)
Friedrich Müller (født 6. marts 1834 i Jamnitz, Böhmen, død 25. maj 1898 i Wien) var en østrigsk sproggransker.
Müller blev 1869 professor i sammenlignende sprogvidenskab ved Wiens Universitet og medlem af Videnskabernes Akademi i Wien. Hans hovedstudium var den lingvistiske etnografi, på hvilket område han har frembragt dygtige, meget benyttede værker. Müller udgav 1873 Allgemeine Ethnographie (2. udgave 1879) og Grundriss der Sprachwissenschaft (4 bind, 1876—87).